# Prison du Grampian
Pour les articles homonymes, voir Grampian.
HM Prison Grampian
La prison du Grampian (en anglais : HM Prison Grampian), est un établissement pénitentiaire situé à Peterhead, en Aberdeenshire (Écosse). Accueillant une population carcérale des deux sexes et de tous âges, mineurs compris – fait unique en Écosse –, elle reçoit ses premiers prisonniers le 3 mars 2014.
Construite en remplacement des prisons de Peterhead et d'Aberdeen, elle peut recevoir jusqu'à 500 prisonniers.

## Aménagements
À l'attention des détenus, la prison compte une salle de sports, une salle de classe et des ateliers de travail.